# Svenska mästerskapen i fälttävlan 1961
Svenska mästerskapen i fälttävlan 1961 avgjordes i Karlstad . Tävlingen var den 11:e upplagan av Svenska mästerskapen i fälttävlan.

## Resultat
| Placering | Ryttare        | Häst        |
| --------- | -------------- | ----------- |
| 1         | Stig Lindbäck  | Joker IV xx |
| 2         | Olle Barkander | Dan         |
| 3         | Ingemar Olsson | Eloge       |